# Çaytaşı
Çaytaşı (kurdisch Lolan Tanêr) ist ein Dorf (Köy) im Landkreis Hozat der türkischen Provinz Tunceli. Im Jahr 2011 hatte der Ort Çaytaşı 140 Einwohner.